# Марш-бросок Чингильского отряда на Баязет (1877)
Марш-бросок на Баязет (12 (24) — 13 (25) июня 1877) Чингильского отряда русской армии под командованием генерал-майора Келбали-хана Нахичеванского с целью освободить осаждённый в его цитадели малочисленный русский гарнизон.
Перед наспех сформированным сводным Чингильским отрядом была поставлена задача ― дождаться подкрепление и выдвигаться на Баязет. Издали увидев передвижение кавалерийской колонны, принятой за русскую, но впоследствии оказавшейся турецкой, русский отряд стремительным марш-броском достиг окрестностей Баязета. Столкнувшись с многократно превосходящими силами противника и не достигнув успеха, отряд вынужден был начать отступление. Несмотря на интенсивные атаки противника и бегство с поля боя милиционных подразделений, Чингильский отряд сумел с минимальными потерями вернуться на прежние позиции.

## Предпосылки
С началом 12 (24) апреля 1877 года русско-турецкой войны (1877—1878) и открытием в тот же день военных действий на кавказском театре войны, Эриванский отряд под командованием генерал-лейтенанта Тергукасова пересёк турецкую границ и двинулся на Эрзерум — столицу Турецкой Армении. По пути без боя был занят Баязет, являвшийся стратегически важным опорным пунктом. В нём был оставлен незначительный гарнизон. 6 (18) июня к Баязету подступили турецкие войска под командованием бригадного генерала Фаик-паши, а русский гарнизон, после неудачного для него боя, укрылся в цитадели.
Между тем, границы российского Закавказья оставались незащищёнными. В тот же день, 6 июня, генерал-майор Келбали-хан Нахичеванский был назначен начальником кордона на подступах к Эриванской губернии. Тогда же стали поступать сведения о событиях в Баязете.

## Формирование Чингильского отряда
9 (21) июня Келбали-хан с 2 ротами и 4 конными сотнями выступил из Игдыря к Оргову и, присоединив к себе там колонну Крюкова, к вечеру вышел к Чингильскому перевалу, и там же остановился на ночлег. На следующий день Келбали-хан отправил Рославлеву письмо, в котором он писал, что баязетскому гарнизону требуется «немедленная, действительная помощь…», для чего необходима регулярная кавалерия, так как он с полковником Преображенским, мало надеются на имевшиеся у них елисаветпольские милиционные сотни, с которыми он принесёт «мало пользы» осаждённому гарнизону. Также, Келбали-хан сетовал на то, что эту помощь он ожидает уже с 9 июня. Рославлев направил из Александрополя на соединение с Чингильским отрядом кавалерийскую колонну под командованием Лорис-Меликова. 10 июня отряд простоял на Чингильском перевале в полной готовности к выступлению. Проходившие мимо армянские беженцы рассказывали о крупных силах турецкой армии и о больших «скопищах» курдов, а также «об испытываемых страданиях» русского гарнизона в Баязете. 11 (23) июня в лагерь прибыл адъютант главнокомандующего полковник Толстой с требованием от имени Его Высочества главнокомандующего Кавказской армией Великого князя Михаила Николаевича — «Освободить баязетский гарнизон, во что бы то ни стало». Также Толстой сообщил, что для этого уже выслана кавалерийская колонна генерал-майора Лорис-Меликова. В тот же день Келбали-хан, Толстой и Преображенский провели совещание, на котором пришли к общему решению — не выступать до прибытия подкрепления Лорис-Меликова.
| Род войск              | Подразделения                                 | Численность, чел. |
| ---------------------- | --------------------------------------------- | ----------------- |
| Регулярная пехота      | 10-я рота 73-го Крымского пехотного полка     | 657               |
| Регулярная пехота      | 12 рота 74-го Ставропольского пехотного полка | 657               |
| Регулярная пехота      | 3-я и 4-я роты Эриванского местного батальона | 657               |
| Регулярная кавалерия   | Казаки из разных частей                       | 170               |
| Иррегулярная пехота    | Милиция Эриванской губернии                   | 71                |
| Иррегулярная кавалерия | Сотня Эриванской милиции                      | ок. 100           |
| Иррегулярная кавалерия | Эриванско-куртинского полка                   | 35                |
| Иррегулярная кавалерия | Ополчение из Эриванской губернии              | 57                |
| Иррегулярная кавалерия | 2 сотни Елисаветпольского полка               | ок. 200           |
| Артиллерия             | 2 ракетных станка 4-й батареи 19-й артбригады |                   |

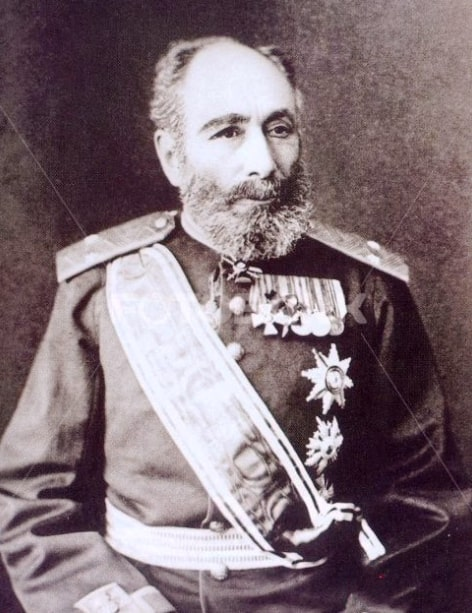
Келбали-хан Эхсан-хан-оглы Нахичеванский. (1878)

Общая численность Чингильского отряда исчислялась в 1356 сабель и штыков, при 2 станках для ракет Конгрива. По округлённым турецким данным — 1500 человек.

## Марш-бросок. Ход боя
12 (24) июня в 6 часов утра Чингильский отряд спустился с горы и встал у брошенного аула Карабулака (7—8 вёрст от Баязета). На Чингильских высотах была оставлена сотня елисаветпольской милиции. К полудню всё внимание отряда было сконцентрировано на подножии видневшегося вдали «чёрного хребта». Там в нескольких местах появились столбы пыли, двигающиеся в сторону Баязета. Приняв увиденное за движение русских войск, отряд тут же стал в ружье, и кратчайшей дорогой устремился в сторону Баязета. К 3 часам по полудню отряд Келбали-хана вышел к его окрестностям. Завидев русский отряд, турецкие силы тут же подняли тревогу. С высот, окружавших Баязет, начали спускаться нестроевые массы курдов, чтобы занять развалины редута «Зангезур», прикрывавшего вход из долины Гарнавук-чая в баязетское ущелье. Русский отряд развернул боевой порядок и, приблизившись к редуту, открыл огонь.

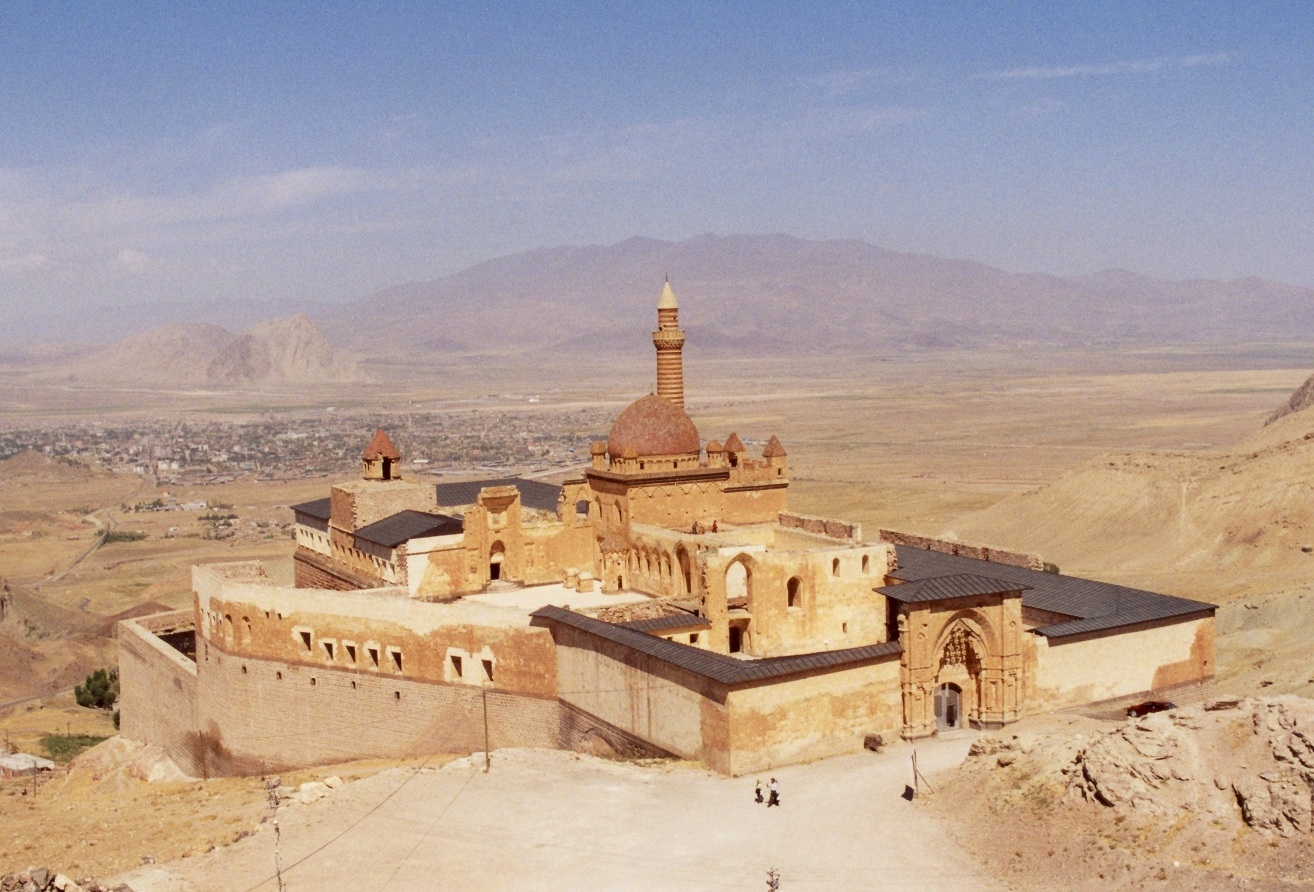
Дворец Ицхак-паши.
Современный вид цитадели, в которой укрывался русский гарнизон.

Между тем, в сторону Чингильского отряда устремлялись всё новые турецкие силы. Значительная часть турецкой пехоты уже заняла редут и вступила с русским отрядом в плотную ружейную перестрелку. Из цитадели был открыт орудийный огонь, и первая же артграната с дистанции 1300 сажень попала в центр редута, где находился противник. Уверенный в скором освобождении, и потому не жалея патронов, баязетский гарнизон открыл шквальный ружейный огонь. Несмотря на то, что в цитадели оставалось всего 126 орудийных зарядов, артиллерия продолжала вести беспрерывный огонь по наступавшим на Чингильский отряд туркам.
Вскоре выяснилось, что ни Эриванского отряда, ни колонны Лорис-Меликова тут нет, и Чингильский отряд самостоятельно противостоит всему Ванскому отряду Фаик-паши. Наблюдавший со стены за ходом боя Исмаил-хан Нахичеванский в дальнейшем говорил: «Чингильский отряд нам казался небольшой горстью в сравнении с массами неприятеля». Тем не менее, Чингильский отряд продолжал оставаться на месте, ведя упорную перестрелку с турецкими подразделениями, которые постепенно уже начали охватывать его фланги. Оставаясь на месте, Келбали-хан полагал, что баязетский гарнизон выступит из цитадели на соединение с ним. Исмаил-хан в дальнейшем по этому поводу пояснял, что в случае выхода гарнизона на соединение с Чингильским отрядом, в цитадели приходилось бы оставить «на зверскую расправу курдов, не менее 200 своих больных и раненых». Кроме того, передвижение по узким улицам города могло происходить только отдельными группами, что, несомненно, грозило бы поголовным истреблением как гарнизону, так и Чингильскому отряду, в случае его попытки пробиться к осаждённой цитадели. Осознавая, что дальнейшее движение вперёд — «чистое безумие», отряд Келбали-хана с наступлением темноты (в 8 часов) снялся с позиции и отступил к развалинам крепости Гераджа-варан, где разбил ночной бивак, выставив со стороны Баязета цепь аванпостов.
На рассвете 13 (25) июня разъезды сообщили о движении «многочисленного неприятеля» со стороны Баязета и Тепериза. Вскоре в поле видимости широким фронтом появились огромные нестройные массы курдов. При их появлении милиция тут же обратилась в бегство. Из общего их числа на позиции оставались не более 40 человек. Из воспоминаний Исмаил-хана:
Турки, подкреплённые за ночь новыми толпами курдов, бросились на чингильцев, как саранча, но были отбиты. Эти энергичные, в то же время беспорядочные нападения разбивались каждый раз о стойкость и дружные залпы нашей пехоты и казаков. Дело, однако, кончилось тем, что к полудню вся наша милиция обратилась в позорное бегство, что ещё более ободрило турок. Тогда, видя бесплодность дальнейшей борьбы, и осадив турок ещё раз, брат мой [Келбали-хан] начал медленное отступление и к вечеру скрылся из виду…— из интервью с Исмаил-ханом Нахчыванским. М. Алиханов-Аварский 
Курдская конница стремительным натиском начала охватывать фланги Чингильского отряда, которые после бегства милиции оставались незащищёнными. Кроме того, открытая местность лишала отряд возможности выбрать удобную позицию для ведения оборонительных действий. В данной ситуации Келбали-хан скомандовал отступление, и отряд в строгом боевом порядке начал отходить к командной позиции у Карабулака, ружейным огнём удерживая курдов на значительном расстоянии. В это время с перевала спускался высланный из Игдыря для Чингильского отряда провиантский транспорт. При виде происходившего боя, конвой, состоявший из пешей милиции и подводчиков, разбежался. Часть курдской конницы тут же устремилась к брошенному обозу, обходя правый фланг русского отряда, но была отброшена сборной казачьей сотней. Вслед за этим манёврами той же сотни были предотвращены попытки курдской конницы зайти в тыл отступающему отряду. При этом курды, избегая прямых столкновений с казаками, рассеивались при первой попытке последних атаковать их.
Дойдя до Карабулакских позиций, Чингильский отряд отбил последние атаки неприятеля, и с 5 часов по полудню перестрелка начала затихать. К 8 часам вечера отряд вышел к Чингильским высотам, где Келбали-хан, дав солдатам отдохнуть, двинулся дальше, и к 12 часам ночи отряд беспрепятственно прибыл в Оргов.

## Потери
В ходе боёв потери с русской стороны составляли: убитыми — 13; ранеными — 18; пропавшими без вести — 3 (7 лошадей убито). По другим данным: убитыми — 8 и ранеными — 15. Турецкие источники сообщают о 40 убитых и раненных.
Точных данных о потерях в самой цитадели нет. Известно только, что в ней погиб артиллерийский наводчик Постный.
Турецкие потери по данным разведки составляли: убитыми — 112 (в том числе курдский родоначальник Гейдарлинского племени — Махмуд-ага) и раненными — 40 человек.

## Комментарии
1. ↑  Передислокация Чингильского отряда к Карабулаку не имела определённой стратегической цели, и объяснялась лишь нетерпением скорее выступить на помощь осаждённому гарнизону[6].